# Charles Augustus Semlin
Pour les articles homonymes, voir Semlin.
Charles Augustus Semlin (4 décembre 1836-2 novembre 1927) est un homme politique canadien de Colombie-Britannique. Il est premier ministre de la province de 1898 à 1900.

## Biographie

### Premières années
Né à Barrie dans le Haut-Canada, Semlin étudie sur place avant de devenir lui-même instituteur. Alors que survient la ruée vers l'or du canyon du Fraser, il se rend en Colombie-Britannique pour tenter sa chance comme prospecteur en juin 1862. Sa carrière de mineur dure trois ans et il devient par la suite transporteur de marchandises entre Lillooet et Quesnel dans la région de Cariboo.
Élisant domicile à Cache Creek en 1865, il décroche un emploi d'administrateur du relais routier et ranch Ashcroft Manor. Il s'associe par la suite à Philip Parke et fait l'acquisition de l'auberge Bonaparte House. En 1870, il échange l'auberge contre des pâturages. Combiné aux terres qu'il achetait depuis plusieurs années, il développe la ferme d'élevage Dominion Ranch qui comptait jusqu'à 15 000 bêtes. Simultanément, il devient le premier maître de poste de Cache Creek. En 1873, il convainc le gouvernement d'ouvrir un pensionnat dans la localité. Enseignant et siégeant au conseil d'administration de l'établissement, ce dernier fait l'objet de nombreuses critiques auprès du surintendant de l'Éducation John Jessop et ferme définitivement en 1890.

### Carrière politique

#### Député provincial
Élu député de Yale, il siège dans la première législature de l'Assemblée législative de la Colombie-Britannique. Son élection survient par un tirage au sort, car il obtient le même nombre de votes qu'un autre candidat pour la troisième place dans cette circonscription à trois députés. Défait en 1875 et en 1878, il reprend son siège en 1882. À la suite de la défaite de Robert Beaven dans sa circonscription en 1894, il devient chef de l'opposition officielle.

#### Chef de l'opposition
Semlin ne se démarquait pas dans ce rôle en raison de ses positions conservatrices à l'instar du premier ministre en exercice John Herbert Turner et que la seule unité de l'opposition reposait sur le mécontentement face au gouvernement. En 1897, les agissements de Turner et de certains membres de son cabinet dont Charles Edward Pooley et James Baker, sont vivement critiqués en raison des allégations de conflit d'intérêts. Semlin dévoile alors un programme officiel d'opposition incluant une réforme de la carte électoral qui surreprésentait l'île de Vancouver, une réorganisation de la fonction publique, l'instauration de restriction à l'immigration asiatique et l'étatisation des chemins de fer.

### Premier ministre
À la suite de l'élection de juillet 1898, Turner ne parvient pas à obtenir une majorité et est démis, ainsi que ses ministres, de leurs fonctions par le lieutenant-gouverneur Thomas Robert McInnes dès le mois d'août. Ce dernier demande alors à l'ancien premier ministre Robert Beaven de former le gouvernement, mais il n'y parvient pas et Semlin se voit confié cette tâche. Semlin réussit non sans peine, car Joseph Martin se montre réfractaire. Les groupes politiques manquant de cohésion et la période étant tumultueuse, Semlin a de la difficulté à maintenir l'unité de son cabinet et en particulier les rivalités entre Martin et Carter-Cotton, respectivement procureur-général et ministre des Finances. Sous sa gouverne, le projet de loi de journée de travail de huit heures pour les mineurs est adopté et soulève la colère du patronat.
Un discours de Martin amène à la chute du gouvernement en juin 1899. Prenant par à un banquet à Rossland, des mineurs le transforme en échange d'invectives et en bagarre nécessitant l'intervention des policiers. Semlin demande alors la démission de son ministre qui s'exécute lorsque le caucus décide de se ranger derrière le premier ministre.
Défait lors d'un vote sur la réforme électoral, Semlin demande au lieutenant-gouverneur un peu de temps afin de vérifier s'il peut regagner la confiance de la chambre. Malgré l'ouverture de certaines figures de l'opposition, McInnis destitue Semlin et le gouvernement et demande à Martin de former un nouveau gouvernement. Martin fait aussitôt face à une motion de censure qui précipite les élections de juin 1900 qui permet à James Dunsmuir de devenir premier ministre.

### Dernières années
Semlin meurt à Cache Creek en novembre 1927 à l'âge de 90 ans et est inhumé au cimetière d'Ashcroft